# Kongiganak
Kongiganak ist ein Ort und ein census-designated place (CDP) in der Bethel Census Area in Alaska. Das U.S. Census Bureau hatte bei der Volkszählung 2020 eine Einwohnerzahl von 486 ermittelt. Das Eskimo-Dorf liegt im Yupik-Sprachenraum.

## Geographie
Kongiganak befindet sich an der Kuskokwim Bay westlich der Mündung des Kuskokwim River im Südwesten von Alaska, 110 km südwestlich vom Verwaltungszentrum Bethel. Der Ort befindet sich im Yukon-Kuskokwim-Delta innerhalb der Grenzen des Schutzgebietes Yukon Delta National Wildlife Refuge. Das kleine Flüsschen Kongnignanohk River mündet bei Kongiganak ins Meer. Kongiganak verfügt über einen Flugplatz. Der nächstgelegene Ort ist Kwigillingok, 17 km westsüdwestlich von Kongiganak.

## Geschichte
Der Name des Eskimo-Dorfes wurde 1878 von E. W. Nelson vom United States Army Signal Corps als „Kongiganagamiut“ gemeldet. In den späten 1960er Jahren zogen Bewohner von Kwigillingok auf der Suche nach höher gelegenen Standorten nach Kongiganak, um den häufigen Überflutungen zu entgehen. Seither ist Kongiganak dauerhaft bewohnt. Seit 1980 ist Kongiganak  ein census-designated place. Heute lebt die Gemeinde von Fischfang und von Subsistenzwirtschaft. Der Verkauf, die Einfuhr und der Besitz von Alkohol sind in Kongiganak verboten.

## Demografie
Zum Zeitpunkt der Volkszählung im Jahre 2020 (U.S. Census 2020) hatte Kongiganak 486 Einwohner auf einer Landfläche von 34,36 km². Von den Einwohnern waren 5 Weiße, einer afrikanisch-amerikanischer sowie 466 amerikanisch-indianischer Abstammung.
Beim Zensus im Jahr 2000 wurden 359 Einwohner gezählt, 2010 waren es 439. Die Bevölkerungsentwicklung war in den letzten Jahren ansteigend.